# شام زمی تپه سی
شام زمی تپه سی مربوط به هزاره اول قبل از میلاد - دوره اشکانیان است و در شهرستان مشگین‌شهر، بخش مرکزی، دهستان مشکین غربی، روستای مزرعه خلف واقع شده و این اثر در تاریخ ۲۸ اسفند ۱۳۸۵ با شمارهٔ ثبت ۱۹۰۱۱ به‌عنوان یکی از آثار ملی ایران به ثبت رسیده است.